# مغالطة وجودية
المغالطة الوجودية، أو التجسيد الوجودي، هي مغالطة منطقية صورية. وفيها يفترض المرء وجود أفراد تابعة لمجموعة معينة حينما لا يجوز له أن يفترض، أي أن الاستنتاج المزعوم مرهون بوجود أمثلة على المجموعة الخاضعة للدراسة. ومن الواجب ألا يخلط بين تلك المغالطة ومغالطة تأكيد النتيجة، وهي على صورة: إذا كان «أ» يتسبب في «ب»، إذن «ب» يدل بالضرورة على صحة «أ».
فعلى السبيل المثال: «من المؤكد أن كل أحادي قرن يمتلك قرنًا على جبهته». فالعبارة السابقة لا تفترض وجود أي أمثلة بالضرورة على أحادي القرن في العالم، وبالتالي ليس لأحد أن يفترض وجود أحادي قرن (يمتلك قرنا على جبهته)، حتى إن صحت المقولة السابقة. فالمقولة إن صحت ستفترض أنه إذا كانت هذه الحيوانات موجودة، فإنها ستملك بالتأكيد قرنا على جباهها.

## نظرة عامة
تعد الأقيسة الحملية التي تعود إلى العصور الوسطى أمثلة على تلك المغالطة، حيث أنها تتكون من مقدمتين تحتويان على تعميم وتفضيان إلى استنتاج محدد، وذلك دون افتراض وجود فرد واحد على الأقل من المجموعة المذكورة.
وفي علم المنطق الحديث، يعد الافتراض الضمني بوجود أفراد تابعة لمجموعة معينة أمرًا غير مقبول. وفي عام 1905، كتب برتراند راسل مقالة بعنوان «الافتراض المرهون وجوديًا» وفيها أطلق على هذا الأسلوب الثنائي في التعامل مع المجموعات التي لا تحتوي على أي أفراد اسم «تأويل بيانو». ولا تعد الأقيسة البلاغية أمثلة على تلك المغالطة، فتورية المقدمات التي تفترض وجود فرد واحد من أفراد المجموعة لا تخل بالشرط المذكور. مثال: سقراط إنسان، إذن فهو فان.

## أمثلة
- سوف تتم محاكمة كل المعتدين.
- إذن فبعض المحكمومين عليهم معتدين.[1]

وتعد تلك مغالطة لأن أول عبارة لا تستلزم وجود أي معتدين (فهي تخبرنا فقط بما سوف يحدث في حالة وجودهم)، وبالتالي فهي لا تثبت وجود أي منهم. وتجدر الإشارة إلى أن المغالطة لا تزال قائمة بغض النظر عن ما إذا اعتدي أحدهم أم لا.